# Honda Zoomer 50

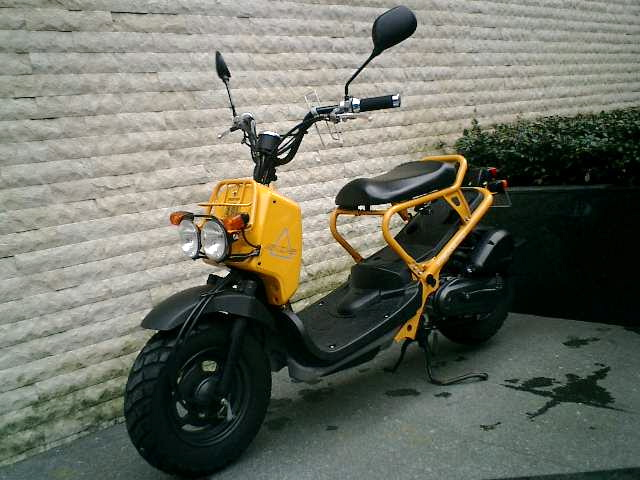
Honda Zoomer

Der Honda Zoomer NPS50 (in Nordamerika Honda Ruckus) ist ein einsitziger Motorroller des japanischen Herstellers Honda. Er kam 2002 in Japan und den USA auf den Markt, 2004 in Europa; 2012 stellte Honda den Vertrieb ein.

## Technische Details
Der Roller wird durch einen flüssigkeitsgekühlten Einzylinder-Viertaktmotor mit 50 cm³ Hubraum, obenliegender Nockenwelle und elektronischer Benzineinspritzung angetrieben und hat einen geregelten Katalysator. Der Verbrauch liegt bei ca. 2,2 Liter Normalbenzin auf 100 km. Das Nordamerika-Modell hat statt der Einspritzung einen Vergaser mit Choke und keinen Katalysator.  Der Zoomer erreicht bauartbedingt nicht die Spritzigkeit ähnlicher Roller mit Zweitaktmotor. Er wird in der EU-Version durch ein geändertes Getriebe auf eine Höchstgeschwindigkeit von max. 42–45 km/h beschränkt. Eine Drosselung auf max. 25 km/h ist möglich.
Ein elektronischer Starter mit bürstenloser Lichtmaschine war eine innovative Neuheit, die einen separaten Anlassermotor überflüssig macht. Die leichte, wartungsfreie und magnetisch angetriebene Wasserpumpe kommt ohne mechanische Dichtungen aus. Das stufenlose vollautomatische  Honda V-Matic-Keilriemengetriebe ist wartungsfrei. Das Fahrwerk verträgt auch leichte Off-Road-Ausflüge. Die Ausstattung an Instrumenten beschränkt sich auf das Nötigste, Drehzahlmesser, Tankanzeige und Uhr fehlen. Ein Wetterschutz ist nicht vorhanden, nur das breite Trittbrett schützt etwas vor Spritzwasser von unten. Die Anordnung von Rahmen und Lenker gestattet auch großgewachsenen Fahrern eine angenehme Sitzhaltung über längere Strecken. Durch das geringe Gewicht fällt das Manövrieren des Rollers leicht, auch ist das Aufbocken auf den Hauptständer einfach.
Das Modell ist in den USA und Japan sehr beliebt, hier wird es gern extrem umgebaut und leistungsgesteigert. Honda selbst bot Zubehör an, um den Roller individuell zu gestalten. Es gibt noch Zubehör von anderen Herstellern.

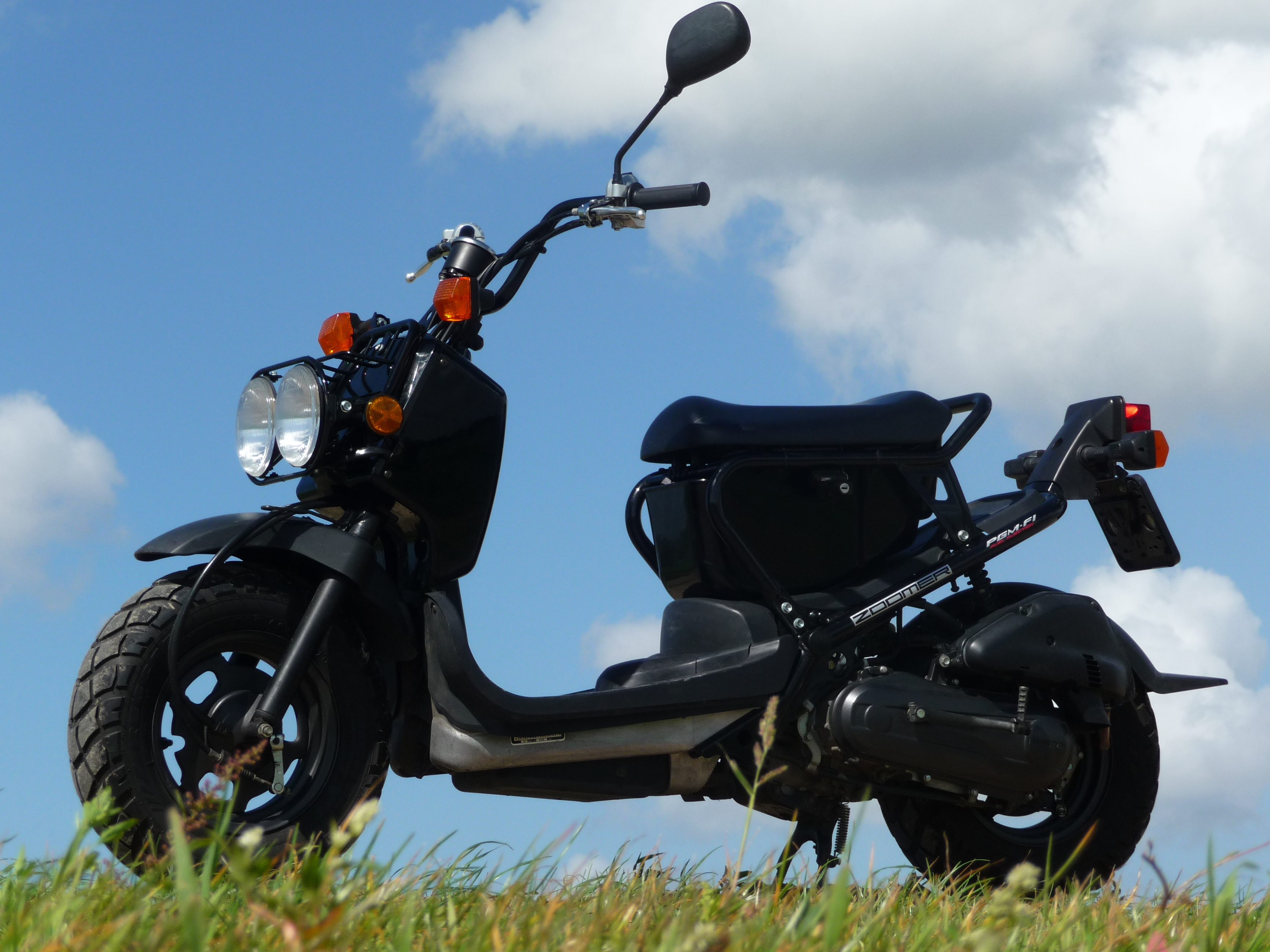
Honda Zoomer

In Deutschland konnte sich das Modell wegen seines hohen Preises und des ungewöhnlichen Designs trotz der technischen Besonderheiten nicht durchsetzen. Honda stellte Ende 2012 den Vertrieb des Rollers ein.
Zum Betrieb des Honda Zoomer im öffentlichen Straßenverkehr reicht in Deutschland die ABE und das jährlich (1. März) zu wechselnde Moped-Versicherungskennzeichen sowie mindestens der Führerschein Klasse AM (bei Vmax 25 km/h: Mofaprüfbescheinigung).
In Österreich ist kein gesonderter Führerschein erforderlich, außer der Moped-Ausweis für 15-Jährige. Moped-Kennzeichen und Versicherung sowie die damit in Verbindung stehende jährliche §57a-„Pickerl“ Begutachtung sind Pflicht.

## Technische Daten
| Motor                                  | Flüssigkeitsgekühlter SOHC-Einzylinder-Viertaktmotor mit obenliegender Nockenwelle und 4 Ventilen (Einlass 14,5 mm / Auslass 11,0 mm), Rollenkipphebel, Aluminiumkühler |
| Zündung                                | Digitale Transistorzündung |
| Bohrung × Hub / Hubraum / Einspritzung | 38,0 × 44,0 mm / 49,9 cm³, Elektronische PGM-FI-Kraftstoffeinspritzung mit Schnell-Leerlaufautomatik und Sicherheitszündsystemabschaltung (Neigungssensor) |
| Abgasreinigung                         | Geregelter 3-Wege-Katalysator mit Sekundärluftsystem EURO 2 |
| Verdichtung                            | 12:1 |
| Maximale Leistung (95/1/EC)            | 3,0 kW (4,1 PS) bei 7.500/min (Drehzahlbegrenzung bei 7.800/min) |
| Maximales Drehmoment (95/1/EC)         | 4,5 Nm bei 5.000/min |
| Motoröl                                | Viskosität SAE 10W30 (JASO T903-Standard), Menge 0,6 l (nach Ablassen) bzw. 0,7 l (nach Zerlegung) |
| Tankinhalt                             | 4,8 Liter |
| Treibstoffqualität                     | Mind. 91 Oktan (Normalbenzin) - E10 (Kraftstoff) - geeignet lt. Honda E10-Verträglichkeitsliste Stand 10.01.10 |
| Starter                                | Elektrischer Anlassgenerator (0,210 kW bei 5.000/min) und Kickstarter |
| Zündkerze                              | ER8EH - N oder ER9EH - N, Elektrodenabstand 0,60 – 0,70 mm |
| Batterie                               | 12 Volt - 6 Ah |
| Sicherungen                            | Hauptsicherung 20 A, Nebensicherungen 15 A |
| Beleuchtung                            | Scheinwerfer 12 V 35/35 W, Brems-/Schlußleuchte 12 V 21/5 W, Blinkleuchten 12 V 21 W, Tachobeleuchtung 12 V 1,7 W |
| Getriebe                               | Automatisches stufenloses Keilriemengetriebe, Enduntersetzung 13,708 |
| Getriebeöl                             | Menge 0,1 l |
| Rahmen                                 | Stahlrohr / Aluminium |
| Abmessungen (L × B × H)                | 1860 mm × 735 mm × 1025 mm |
| Radstand, Sitzhöhe, Bodenfreiheit      | 1265 mm, 735 mm, 145 mm |
| Felgen                                 | vorne und hinten 10 × MT3.00 Stahl |
| Bereifung                              | vorne 120/90-10 57J, hinten 130/90-10 61J - Diagonalreifen (schlauchlos) Empfohlener Reifendruck vorn/hinten 175 kPa (1,75 kgf/cm²) im kalten Zustand |
| Radaufhängung                          | vorne 27-mm-Teleskopgabel, 49 mm Federweg, hinten Einarm-Schwinge mit Zentralfederbein, 65 mm Federweg, Nachlaufwinkel 26°30′, Nachlaufstrecke 75 mm |
| Bremsen                                | vorne und hinten bowdenzugbetätigte Trommelbremse mit 95 mm Durchmesser |
| Trockengewicht                         | 85 kg |
| Gewicht vollgetankt                    | 89 kg |
| Zulässiges Gesamtgewicht               | 201 kg |
| Zuladung                               | 112 kg |
| Zulässige Achslasten (v/h)             | 85 kg / 118 kg |
| Höchstgeschwindigkeit                  | 45 km/h (Nordamerika-Modell 65 km/h) |
| Ausstattung                            | Doppelscheinwerfer mit Abblend- und Fernlicht, Hupe, 2 Außenspiegel, Feststellbremse, beleuchteter Analogtacho mit Km-Zähler und PGM-FI-Indikator-LED, Kontrollleuchten für Kühlwassertemperatur und Benzinreserve, Lenker-/Helmschloss, Hauptständer, Gepäckhaken, klappbare Sitzbank. Original nachrüstbar waren unter anderem Gepäckträger/Topcase, Gepäcknetz, Rückenlehne, Seitenständer und Windschild |
| Service-Intervall                      | 4000 km |
| Farben (*nicht in D erh.)              | Fighting red / Black / Shasta white / Camouflage Olive* / Silver metallic* / Matte grey metallic* |
| Preis (Stand Mai 2012)                 | 2350 € (2445 € inkl. Überführung) - Unverbindliche Preisempfehlung der Honda Deutschland GmbH, inkl. 19 % MwSt. |